# Arthur (Europa-Park)
Arthur is zowel een draaiende hangende gemotoriseerde achtbaan als een hangende darkride in het Duitse attractiepark Europa-Park en staat in het themagebied Königreich der Minimoy (Nederlands: Koninkrijk van de Minimoys). De bouwkosten van de attractie waren €25 miljoen waarmee het een van de duurste attracties van Duitsland is. Het transportsysteem is afkomstig van MACK Rides. De decoratie is afkomstig van Heimotion.

## Geschiedenis

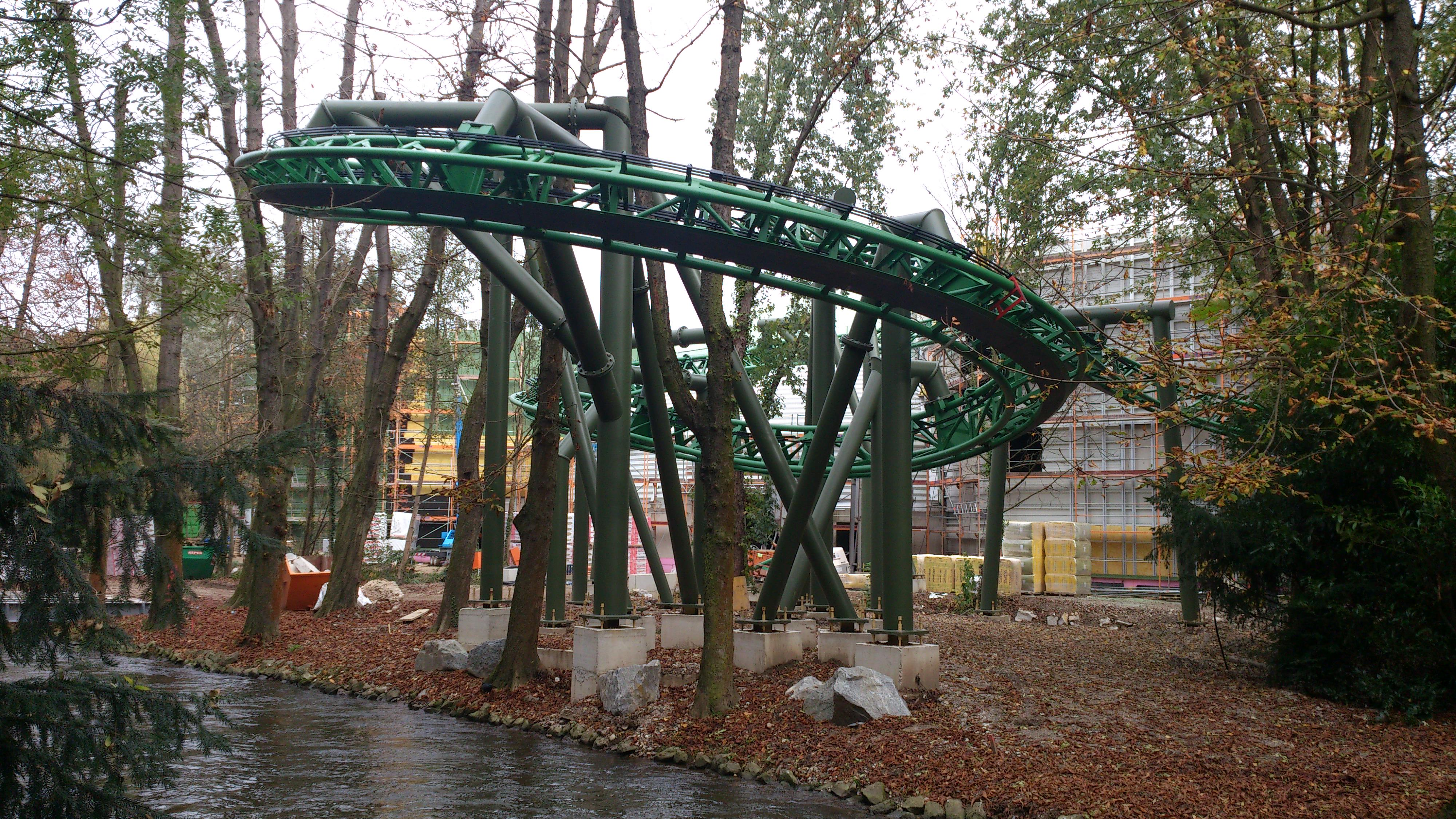
Attractie in aanbouw; 2013

In 2012 kondigde Europa-Park aan dat ze een nieuw themagebied wilde ontwikkelen omtrent de film Arthur en de Minimoys. De attractie Arthur zou de grootste publiekstrekker worden van het themagebied. Een gecombineerde achtbaan en darkride. De bouw van de attractie begon in 2013, waarna halverwege 2014 de attractie voor het publiek geopend werd. De officiële opening vond echter pas 18 september 2014 plaats, in aanwezigheid van Luc Besson, de regisseur van de gelijknamige film. Tijdens de bouw van de attractie kwam op 28 mei 2014 een persoon om het leven, nadat hij tijdens een testrit door een gondel werd geraakt.

## Afbeeldingen

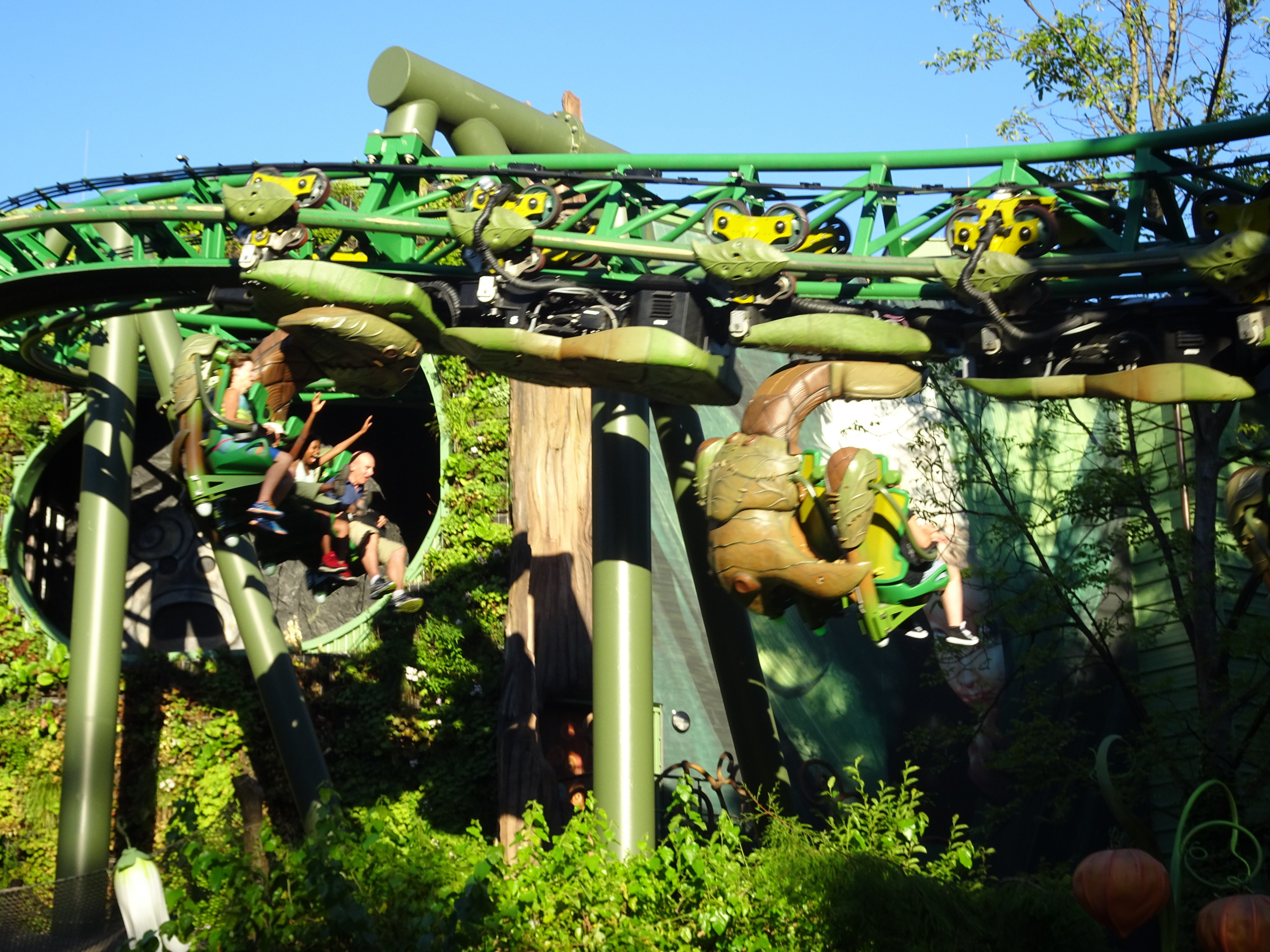
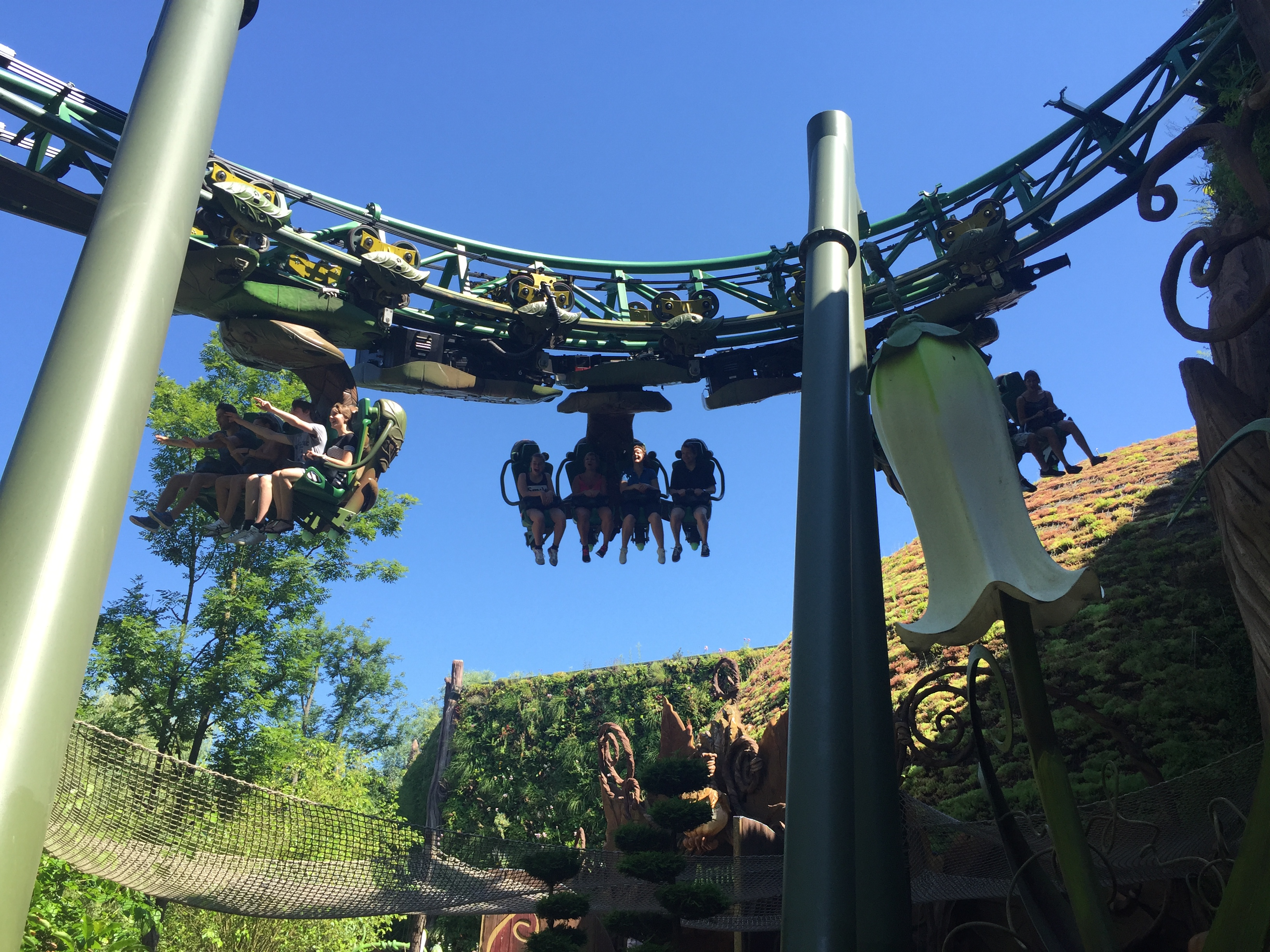
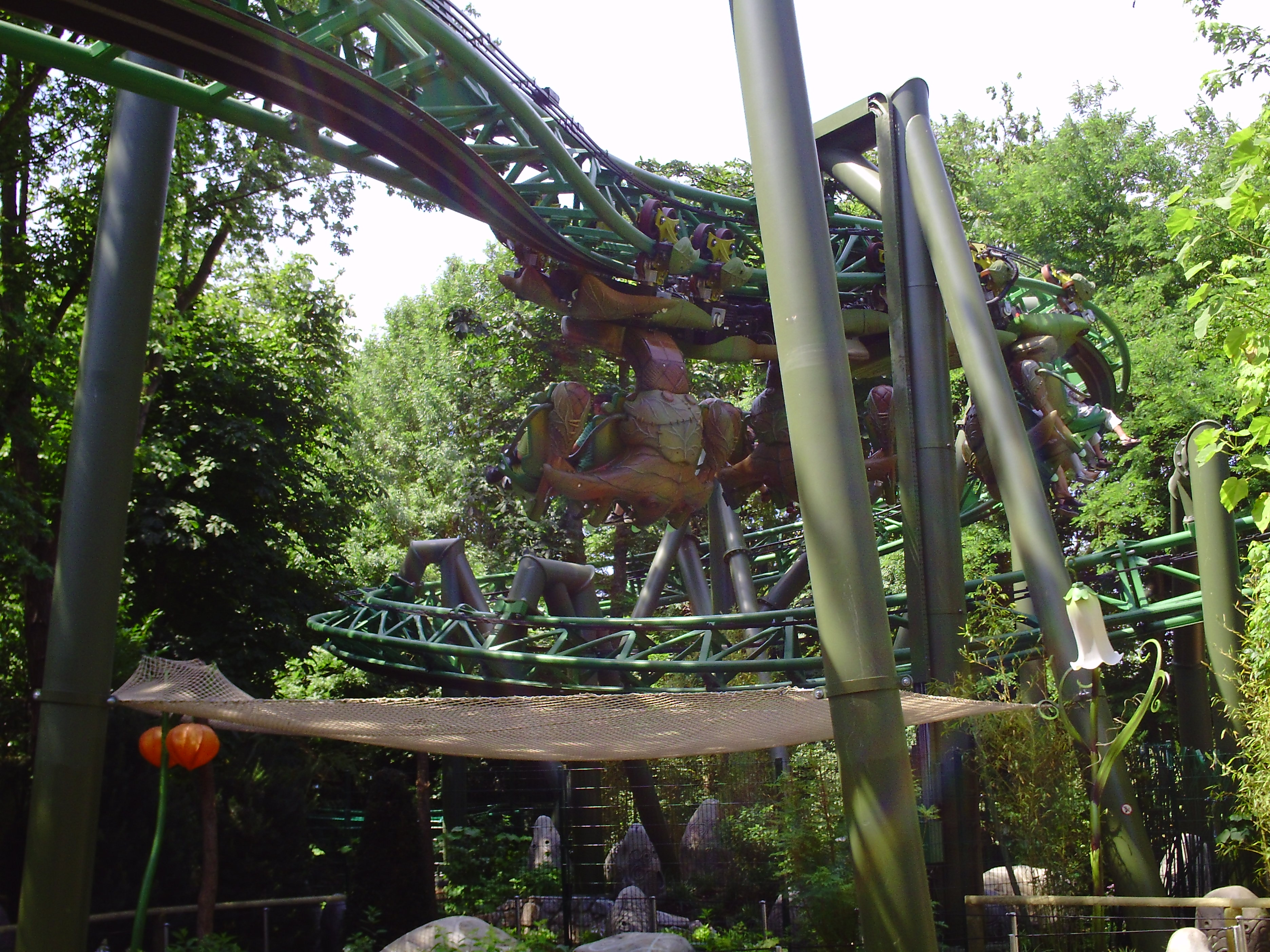
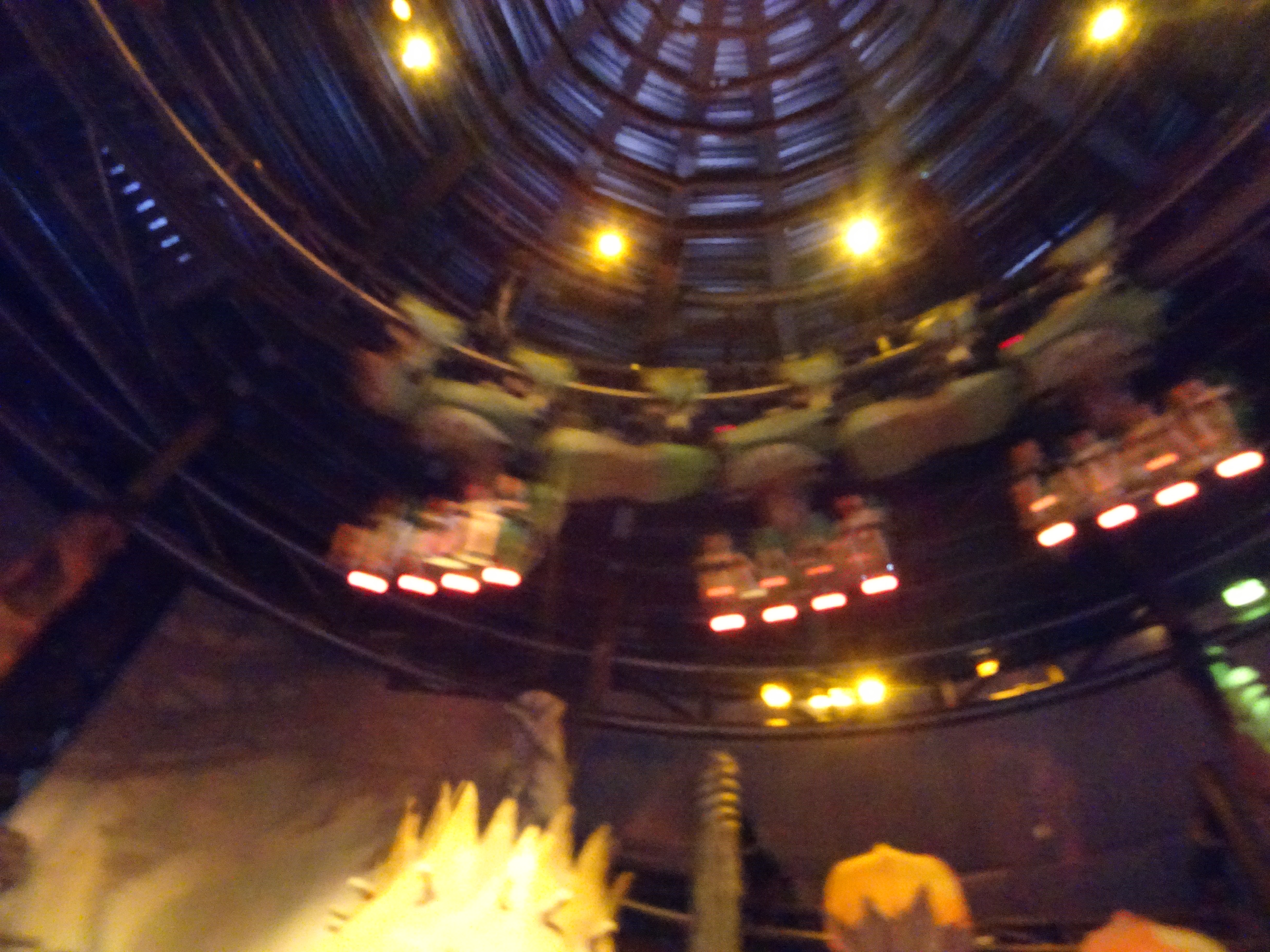

## Rit
De rit bestaat uit afwisselend achtbaan- en darkridegedeeltes. Het station bevindt zich in het indoor themagebied en is een station met loopbanden. De attractie blijft hierdoor dus continu actief. Als alle voertuigen zich op het traject bevinden, kan zich soms een spookfile vormen. Elk voertuig is een gondel met vier zitplaatsen, vormgegeven als een soort plant. De zitplaatsen zijn kuipstoelen die los van elkaar staan en geen vloer hebben. Een gondel maakt deel uit van een trein van drie gondels. Alle gondels kunnen 360 graden om hun as draaien.  Elke gondel is echter anders geprogrammeerd, waardoor de ervaring per gondel verschilt. Tijdens de rit zijn er drie achtbaangedeeltes, waarvan een indoor. Tijdens dit indoordeel cirkelt de trein boven de bezoekers in de grote hal van het themagebied. De maximumsnelheid van de attractie is 31 km/u, maar door het bochtige traject en de soms abrupt draaiende gondels is het snelheidsgevoel variabel. Bezoekers ervaren een kracht van maximaal 0,5 g.